# 北海道道243号阿寒標茶線

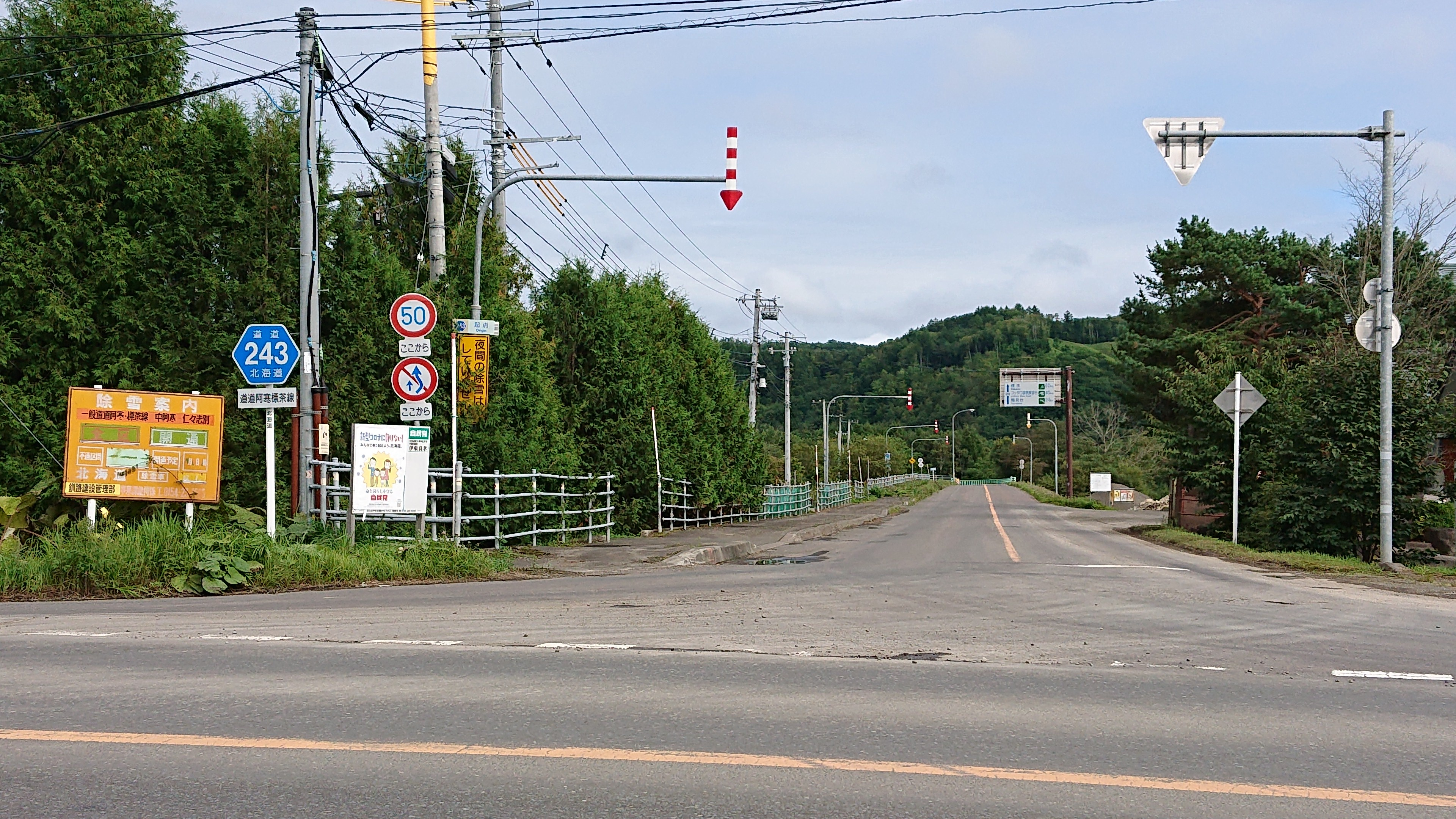
北海道道243号阿寒標茶線（起点）

北海道道243号阿寒標茶線（ほっかいどうどう243ごう あかんしべちゃせん）は、北海道釧路市と川上郡標茶町を結ぶ一般道道である。

## 概要

### 路線データ
- 起点：北海道釧路市阿寒町舌辛原野（国道240号交点）
- 終点：北海道川上郡標茶町字オソツベツ原野（国道391号交点）
- 総延長：52.3km

## 歴史
- 1957年（昭和32年）3月30日 - 146号として路線認定[1]。
- 1994年（平成6年）10月1日 - 路線番号を243号に変更[2]。

## 路線状況

### 重複区間
- 鶴居村字幌呂 - 同村字雪裡（北海道道53号釧路鶴居弟子屈線）

### 主な橋梁
- 釧路市
  - 阿寒川橋（阿寒川）＝阿寒町舌辛原野
- 標茶町
  - 沼幌橋（ヌマオロ川＝釧路川支流）＝オソツベツ原野

## 地理

### 通過する自治体
- 釧路総合振興局
  - 釧路市
  - 阿寒郡鶴居村
  - 川上郡標茶町

### 主な接続道路
釧路市
- 国道240号 - 阿寒町舌辛原野（起点）
- 北海道道666号徹別原野釧路線 - 阿寒町ニニシベツ原野

鶴居村
- 北海道道53号釧路鶴居弟子屈線 - 幌呂、雪裡（重複）

標茶町
- 北海道道1060号クチョロ原野塘路線 - クチョロ原野
- 北海道道1052号クチョロ原野線- クチョロ原野
- 国道391号 - オソツベツ原野（終点）

### 沿線にある施設など
鶴居村
- 釧路カントリークラブ - 字幌呂